# Clowesia russelliana
Clowesia russelliana es una especie de orquídea epifita, originaria de América.

## Descripción
Es una especie de orquídea de tamaño pequeño a mediano que prefiere el clima cálido,  es epifita, caducifolio con pseudobulbos con forma ovoide, envueltos en las vainas de 6 a 8 hojas plegadas, suberectas, oblanceoladas a oblongo-oblanceoladas, y agudas que son de hoja caduca. Florece en el verano hasta el otoño en una inflorescencia 37,5 cm de largo, basal, colgante, con 15-20 flores de 6,25 cm de largo que surge de un pseudobulbo maduro y llevan brácteas ovadas y las flores dulcemente perfumadas y carnosas.

## Distribución y hábitat
Se encuentra en México, El Salvador, Guatemala, Honduras, Nicaragua, Panamá y Venezuela en lugares bastante secos, bosques abiertos en alturas de 600 a 1000 metros.

## Taxonomía
Clowesia russelliana fue descrito por (Hook.) Dodson y publicado en Selbyana 1(2): 136–137. 1975.
Etimología
Clowesia (abreviado Clow.), nombre genérico otorgado en honor del Reverendo  Clowes, un horticultor de orquídeas inglés del siglo XIX.
russelliana: epíteto otorgago en honor del botánico inglés John Russell, duque de Bedford.
Sinonimia
- Catasetum calceolatum Lemaire 1851;
- Catasetum russelianum Hooker 1840; basónimo
- Cycnoches viride C. Koch 1857[4]